# Uklanka
Uklanka (deutsch Uklanken, 1938 bis 1945 Erbmühle) ist eine zu  Mojtyny (Moythienen) gehörende Ortsstelle in der polnischen Woiwodschaft Ermland-Masuren. Sie liegt im Gebiet der Landgemeinde Piecki (Peitschendorf) im Powiat Mrągowski (Kreis Sensburg).

## Geographische Lage
Der heutige Weiler (polnisch Osada) Uklanka liegt am Westufer des Muckersees (polnisch Jezioro Mokre) in der südlichen Mitte der Woiwodschaft Ermland-Masuren, 21 Kilometer südöstlich der Kreisstadt Mrągowo (deutsch Sensburg).

## Geschichte
Das ursprünglich Oklanken, nach 1785 Uklancken, nach 1818 Ucklanken und bis 1938 Uklanken genannte Gutsdorf wurde 1654 gegründet. Im Jahre 1874 wurde der Gutsbezirk in den neu errichteten Amtsbezirk Aweyden (polnisch Nawiady) eingegliedert, der zum Kreis Sensburg im Regierungsbezirk Gumbinnen (1905 bis 1945 Regierungsbezirk Allenstein) in der preußischen Provinz Ostpreußen gehörte. Am 30. September 1928 gab der Gutsbezirk Uklanken seine Eigenständigkeit auf und wurde in die benachbarte Landgemeinde Moythienen (polnisch Mojtyny) eingemeindet. Am 3. Juni (amtlich bestätigt am 16. Juli) 1938 änderte sich der Ortsname von Uklanken in „Erbmühle“.
Das Gutsdorf kam 1945 in Kriegsfolge zusammen mit dem ganzen südlichen Ostpreußen zu Polen und erhielt die polnische Namensform „Uklanka“. Heute ist es kein eigener Ort mehr, sondern gilt als in Mojtyny aufgegangen. Die Ortsstelle ist zugehörig zur Landgemeinde Piecki.

## Kirche
Bis 1945 war Uklanken resp. Erbmühle in die evangelische Kirche Aweyden in der Kirchenprovinz Ostpreußen der Kirche der Altpreußischen Union, außerdem in die katholische Kirche St. Adalbert in Sensburg im damaligen Bistum Ermland eingepfarrt. Die heutige kirchliche Zugehörigkeit von Uklanka ist dieselbe wie die des Dorfes Mojtyny.

## Verkehr
Uklanka ist von Mojtyny aus über die Landesstraße 59 und eine Nebenstraße direkt zu erreichen. Eine Bahnanbindung besteht nicht.